# HM Magazine
HM Magazine è una rivista statunitense mensile, digitale e cartacea on demand. Tratta di musica di genere christian metal e argomenti correlati. La sede della rivista è a Austin, in Texas.

## Storia
Nel 1985 Doug Van Pelt lanciò la fanzine Heaven's Metal. Un amico di Van Pelt pubblicò in seguito un annuncio sul centesimo numero di Kerrang!, rivista britannica dedicata ai musicisti e ai gruppi rock, per pubblicizzarla. In questo periodo il christian metal iniziò ad attirare più attenzione ed Heaven's Metal ne trasse vantaggio essendo l'unica pubblicazione che si occupava esclusivamente di questo genere musicale. Ben presto, Heaven's Metal crebbe in popolarità e divenne una pubblicazione ufficiale, con cinque giornalisti a tempo pieno che lavoravano per la rivista, che raggiunse una base di abbonati regolari di 15000 lettori..
Negli anni '90 HM stipulò un accordo di distribuzione con un importante grossista di riviste che ne aumentò immediatamente la tiratura da 13 000 a 22 000 copie e permise a Van Pelt e ai suoi colleghi di raddoppiare le tariffe pubblicitarie, rendendo HM un'impresa commerciale stabile.
Nel febbraio 2013 Van Pelt ha venduto la rivista all'attuale redattore capo David Stagg a condizioni riservate.